# Aurelio Tanodi
Aurelio Tanodi (né le 1er septembre 1914 à Breznički Hum et mort le 14 juillet 2011 à Córdoba) est un archiviste argentin d’origine croate.

## Biographie
Né à Hum en 1914, il suit des études d’histoire à l'Université de Zagreb et est nommé en 1938 aux Archives municipales de Varaždin, puis en 1940 aux Archives nationales à Zagreb. Contraint d’émigrer en 1945 en Autriche puis en Italie, il reprend des études de droit à Graz, puis d’archivistique à l’École de paléographie, de diplomatique et d’archivistique des Archives secrètes du Vatican. Il s’installe en Argentine en 1948.
En 1953, il est élu professeur de paléographie et de diplomatique à l'Université nationale de Córdoba. Il y crée une école d’archivistique en 1959 qu’il dirige jusqu’en 1986 et dont il fait le principal centre sud-américain de recherches sur les archives.
La Fédération des archivistes argentins a donné son nom au prix qu’elle décerne depuis 2007 pour distinguer des contributions significatives au développement des archives et de l’archivistique.

## Sources
- Site de l’association Amigos de la Archivologia de Latinoamérica
- Robert Wedgeworth, World Encyclopedia of Library and Information Services, ALA, 1993, 905 p. (ISBN 978-0-8389-0609-5, présentation en ligne), p. 811-812